# Służby ruchu lotniczego

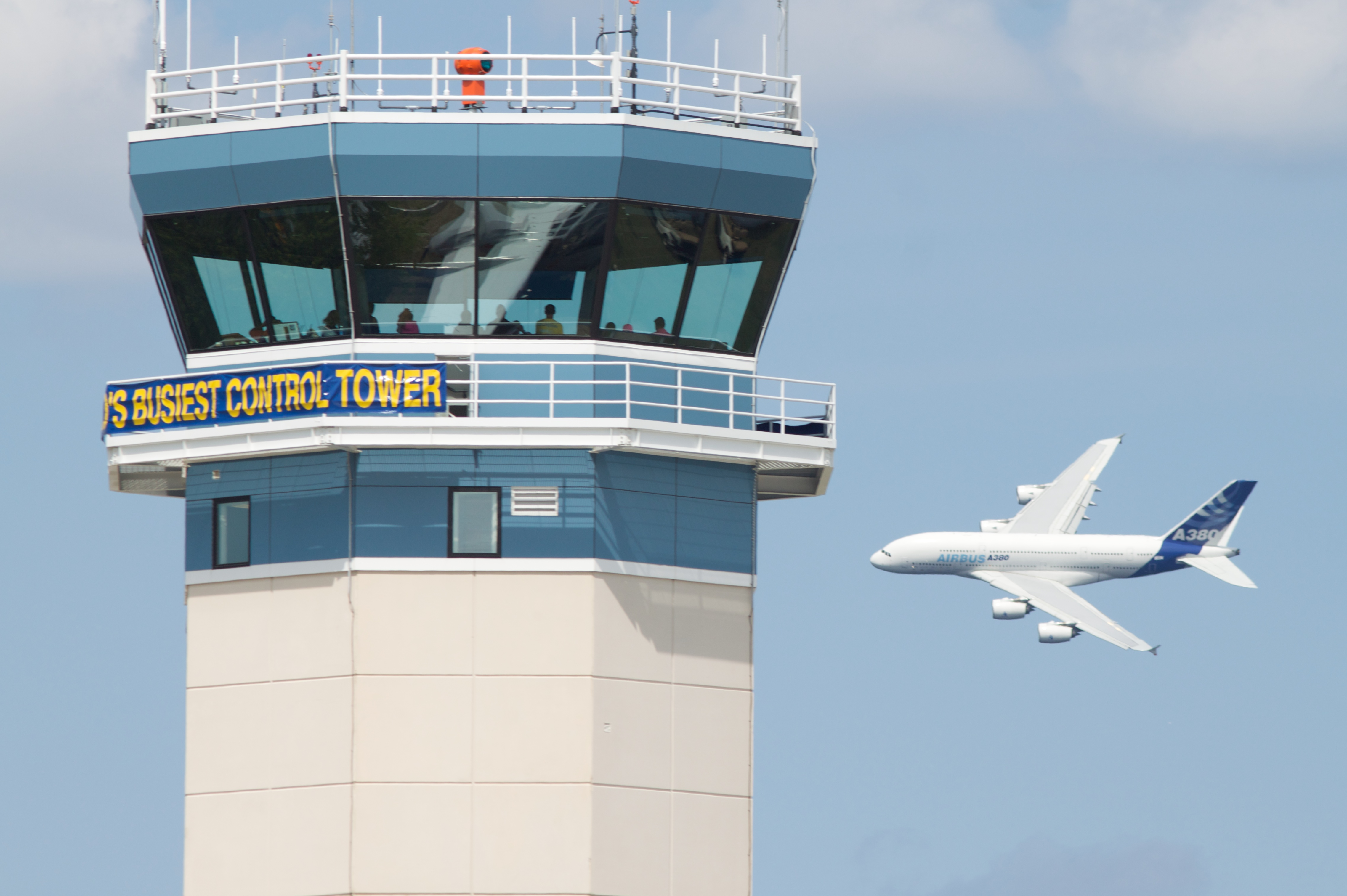
Airbus A380 zbliżający się do wieży kontroli lotów

Służby ruchu lotniczego (ang. ATS – Air Traffic Services) – zespół czynności i usług wykonywanych przez odpowiednie organa wobec załóg statków powietrznych, których celem jest zapewnienie bezpieczeństwa załogom i pasażerom statków powietrznych podczas lotu i manewrowaniu na lotniskach.
W Rejonie Informacji Powietrznej FIR Warszawa zapewnione są tylko trzy z czterech rodzajów służby ruchu lotniczego, które przewiduje Organizacja Międzynarodowego Lotnictwa Cywilnego:
- kontrola ruchu lotniczego;
- służba informacji powietrznej;
- służba alarmowa.

Organizacja Międzynarodowego Lotnictwa Cywilnego przewiduje jeszcze służbę doradczą, lecz nie jest ona zapewniana w FIR Warszawa.
Zadania służb ruchu lotniczego:
- zapobieganie zderzeniom się statków powietrznych podczas lotu;
- zapobieganie zderzeniom się statków powietrznych ze sobą lub przeszkodami na polu manewrowym lotniska;
- usprawnianie i utrzymywanie uporządkowanego przepływu ruchu lotniczego;
- zarządzanie przestrzenią powietrzną oraz koordynowanie bezkolizyjnego wykorzystania przestrzeni powietrznej przez różne rodzaje lotnictwa;
- udzielanie wskazówek oraz informacji użytecznych do bezpiecznego i sprawnego wykonywania lotów;
- zbieranie informacji o zagrożeniu statków powietrznych i dostarczanie ich organom odpowiedzialnym za uruchomienie systemu ratownictwa lotniczego oraz współdziałanie z tymi organami w czasie prowadzenia akcji ratowniczych;
- informowanie wojskowych organów systemu dowodzenia obroną powietrzną o ruchu statków powietrznych;
- utrzymywanie koniecznej równowagi pomiędzy potrzebami ruchu lotniczego a pojemnością systemu kontroli ruchu lotniczego.

Zobacz też:
- prawo lotnicze